# خانه (ترانه بیبز این توی‌لند)
«خانه» دومین تک‌آهنگ از گروهٔ موسیقی پانک راک آمریکایی بیبز این توی‌لند می‌باشد که توسط ساب پاپ رکوردز منتشر شد و محدود به ۳٫۵۰۰ نسخه می‌بود، ۱٫۵۵ نخست بر روی وینیل مشکی برای ساب پاپ سینگلز کلاب منتشر شدند و ۲٫۰۰۰ تعداد باقی‌مانده بر روی وینیل خاص طلایی (زرد) منتشر شدند.